# 마법학교 아스티넬
마법학교 아스티넬은 야후!코리아에서 서비스하는 야후!꾸러기에서 서비스하는 무료 웹게임이다. 2005년 8월 16일에 오픈했으며, 야후!코리아의 한국사업 철수에 의해 2012년 12월 30일까지 서비스된 게임이다.

## 개요
아스티넬은 '별의 수호자'라는 뜻으로 마왕 발바도스의 부활에 대비해 마법학교에 입학한 플레이어가 대마도사가 되기 위해 몬스터 퇴치와 여러 가지 사건을 해결해 나가며 마왕의 부활을 막는다는 게임이다. 입학생들은 퀘스트를 통해 성장하게 되고, 펫(애완동물)의 능력치를 키울 수도 있다. 펫의 능력을 높이면 게임 중 여러 가지 도움을 받을 수 있다.

## 발행 서적
- 아스티넬 가이드북1
- 아스티넬 가이드북2
- 마법학교 아스티넬1~6 (만화)